# Brachaluteres ulvarum
Brachaluteres ulvarum är en fiskart som beskrevs av Jordan och Fowler 1902. Brachaluteres ulvarum ingår i släktet Brachaluteres och familjen filfiskar. Inga underarter finns listade.